# Sepedophilus pedicularius
Sepedophilus pedicularius – gatunek chrząszcza z rodziny kusakowatych i podrodziny Tachyporinae.

## Taksonomia
Gatunek opisany został w 1802 roku przez Johanna Ludwiga Christiana Gravenhorsta jako Tachyporus pedicularius.

## Opis
Chrząszcze o ciele długości od 2,5 do 3 mm, w całości owłosionym i drobno punktowanym. Boki pokryw pozbawione szczecinek. Piąty człon czułków wydłużony. Przedplecze i pokrywy bez zauważalnych żółtych wzorów. Czułka w całości żółte. Ciało smoliście czarne. Pokrywy krótsze od przedplecza i silniej poprzeczne niż u Spedophilus nigripennis. Odnóża żółte.

## Ekologia
Gatunek ten preferuje suche siedliska. Spotykany na południowych zboczach pagórków, skarpach grobli, skrajach lasów i drogach leśnych, wśród mchów, w świetlistych lasach iglastych i między korzeniami traw.

## Rozprzestrzenienie
Gatunek zasiedla Europę, azjatycką Rosję, Turcję, Syrię, Kaukaz, Iran, Uzbekistan, Chiny, Japonię, Algierię, Tunezję, Maderę oraz Wyspy Kanaryjskie. Występuje również w Polsce, lecz spotykany jest tu sporadycznie.